# Beaufort (Wales)
Beaufort ist ein Stadtteil von Ebbw Vale mit dem Status einer Community in der walisischen Principal Area Blaenau Gwent County Borough, die beim Zensus 2011 3866 Einwohner hatte.

## Geographie
Die Community Beaufort liegt im Norden von Blaenau Gwent an der Grenze zur Principal Area Powys. Im Westen grenzt sie an die Community Rassau, im Süden an die Community Badminton, im Osten an die Community Brynmawr, im Südosten an die Community Nantyglo and Blaina sowie im Norden an die zu Powys gehörenden Communitys Llangynidr und Llangattock. Im Süden der Community Beaufort liegt der gleichnamige Stadtteil, im Westen befindet sich mit Garnlydan ein weiterer Ortsteil, womit die Community einen Teil des Nordteils der Stadt Ebbw Vale umfasst. Beaufort liegt dabei auf 365,5 Metern Höhe.

## Geschichte
Bis 2010 umfasste die Community Beaufort einen Großteil des Nordens von Blaenau Gwent. Erst im Jahr 2010 wurde die Community mit der  The Blaenau Gwent (Communities) Order 2010 in die Communitys Badminton, Beaufort und Rassau aufgeteilt, deren jeweilige Wards seitdem mit den Communitys auch deckungsgleich sind.

## Bauwerke
Beaufort hat mit St David eine eigene Kirche, die zum Pfarrbezirk Upper Ebbw Valleys gehört. Zudem gibt es die Bethel Methodist Church.